# Gordana Gadžić
Gordana Gadžić (Belgrado, 21 agosto 1955) è un'attrice serba.
È apparsa in più di 30 film dal 1981.

## Filmografia parziale
- Decko koji obecava, regia di Milos "Misa" Radivojevic (1981)
- Reflections (Vec vidjeno), regia di Goran Markovic (1987)
- Neka cudna zemlja, regia di Dragan Marinkovic (1988)
- Eagle (Orao), regia di Zoran Tadic (1990)
- Benvenuti a Sarajevo (Welcome to Sarajevo), regia di Michael Winterbottom (1997)
- Konjanik, regia di Branko Ivanda (2003)